# Dronning Tamara

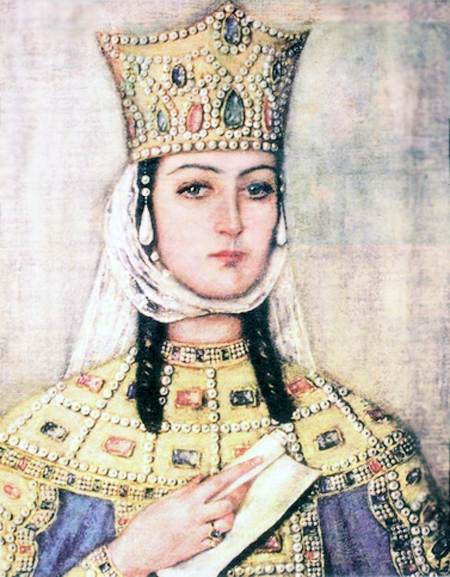
Koningin Tamara

Dronning Tamara (Noors voor Koningin Tamara) is een toneelstuk in drie akten van Knut Hamsun uit 1903. Dronning Tamara was het vijfde en voorlaatste toneelstuk van Hamsuns hand. Het toneelstuk ging 5 februari 1904 in première in het Nationaltheatret in Christiania met elf vervolgvoorstellingen aldaar.

## Toneelstuk
Hamsun had gedurende de eeuwwisseling bezoeken gebracht aan Rusland, Turkije en de landen rond het Kaukasusgebergte. Aan de hand van zijn reizen kwam hij met een toneelstuk dat zich afspeelde in het oosten. Koningin Tamara (1160-1213)  leefde in Georgië in de middeleeuwen en kreeg te maken met de strijd tussen christendom en islam. Belangrijkste onderwerp lijkt echter te zijn de onevenwichtige verhouding in een mannenmaatschappij tussen de machtige koningin en de onmachtige echtgenoot prins Georgy (onduidelijk is of daarmee Joeri wordt bedoeld), een probleem dat zich ook in de 21e eeuw nog wel voordoet. 

## Johan Halvorsen
Johan Halvorsen was muzikaal leider en dirigent van het orkest van het Nationaltheatret. In die hoedanigheid verzorgde hij vaak muziek bij uit te voeren toneelstukken. Soms stelde hij een programma samen uit reeds bestaande muziek, andere keren schreef hijzelf muziek. In dit geval leverde Halvorsen drie stukjes muziek op:
1. Alrune (opus 20.1 van 5 minuten lengte)
2. Entr'acte
3. Triomftocht

Alrune is als los werk blijven bestaan, alhoewel er in de beginjaren van de 21e eeuw geen discografie van is. Halvorsen schreef het voor:
- sopraan (soliste)
- dameskoor met sopranen en alten
- 2 dwarsfluiten, 1 hobo/althobo, 2 klarinetten, 2 fagotten
- 2 hoorns
- percussie, 1 harp
- violen, altviolen, celli, contrabassen